# Ямае
32°14′47″ пн. ш. 130°46′2″ сх. д. / 32.24639° пн. ш. 130.76722° сх. д.
Ямае (яп. 山江村) — село в Японії, в префектурі Кумамото.